# 铁骑 (电影)
《铁骑》（英語：The Iron Horse）是一部1924年由约翰·福特执导的美国无声西部电影，由福克斯电影公司发行。2011年，本片因其在“文化、历史和审美方面的显著成就”，被美国国会图书馆列入国家电影登记部下属的国家电影保存委员会保护电影名单。